# Акудович, Валентин Васильевич
Акудо́вич Валенти́н Васи́льевич (род. 18 июня 1950, Свислочь) ― белорусский философ и писатель.

## Биография
Окончил Литературный институт имени А. М. Горького (1980).
Работал экспедитором на Свислочском хлебозаводе (1967—1968), токарем, слесарем и инженером по металлу на Минском моторном заводе (1968—1969, 1970—1975), служил в Советской армии (1969—1970), был руководителем туристического кружка в Доме пионеров Заводского района (1980—1981), работал сторожем (1981—1985, 1986) и лодочником на автобазе «Нарочанка» (1985).
С 1986 заместитель директора Минской школы туризма, откуда в 1990 перешёл на кафедру спортивного туризма Белорусского филиала института туризма (старший преподаватель).
В 1991—1999 работал в минском еженедельнике «Культура» (редактор отдела, первый заместитель главного редактора). Затем (1999—2000) был редактором отдела философии и зарубежной литературы журнала «Источник» и какое-то время еженедельника «Літаратура i мастацтва». Помимо службы в государственных учреждениях являлся заместителем главного редактора философского журнала «Фрагменты», преподавал в Белорусском коллегиуме (с 2001 куратор отделения философии и литературы). Редактор философского журнала «Перекрёстки» (2004—2007) и куратор литературно-философского журнала «Между».

## Творчество
Автор философских и литературно-художественных книг:
- «Меня нет. Размышления на руинах человека» (1998)
- «Разрушить Париж» (2004), «Диалоги с Богом» (2006)
- «Код отсутствия. Основы белорусской ментальности» (2007)

Отдельные тексты печатались в США, Польше, России, Чехии, Македонии, Сербии, Украине, Литве. Книга «Диалоги с Богом» переведённая на польский язык (2008).

## Награды и премии
Лауреат премий еженедельника «ЛіМ» (1993), журнала «Источник» (1995), Белорусского гуманитарного центра (1997), Белорусского ПЕН-центра (премия имени Алеся Адамовича, 2001), литературной премии «Глиняный Велес» (2007), награждён медалью «За воинскую доблесть».